# Розинг, Владимир Сергеевич
Влади́мир Серге́евич Ро́зинг, известный также как Вал Розинг (11 [23] января 1890, Санкт-Петербург — 24 ноября 1963, Санта-Моника, Калифорния), — русский камерный певец (тенор), артист оперы, режиссёр и продюсер музыкального театра, музыкальный и общественный деятель, чья профессиональная и творческая карьера развивалась преимущественно в Англии и США. Период становления его мастерства совпал с окончанием «золотого века» оперы, которой Розинг посвятил всё своё творчество, чтобы вдохнуть в неё новую жизнь и избавить от претенциозной манерности и консервативных методов.
По мнению современников, уровень исполнительского и вокального искусства Розинга не уступал феномену Шаляпина. Выдающийся английский драматург и романист Джордж Бернард Шоу называл их «двумя самыми экстраординарными певцами 20-го века».
Наиболее известные записи выступлений Владимира Розинга включают произведения русских композиторов, таких как Модест Мусоргский, Николай Черепнин, Александр Гречанинов, Александр Бородин и Н. А. Римский-Корсаков. Песня Игоря Стравинского  Акахито (Akahito) из цикла  Три стихотворения из японской лирики  была впервые записана в его исполнении.
В качестве оперного режиссёра Розинг основное внимание уделял произведениям на английском языке. В Соединённых Штатах и Англии он стремился создавать национальные оперные труппы на постоянной основе. Изобретательность и свежесть трактовки, характерные для его оперных спектаклей, не уступали режиссёрским шедеврам Макса Рейнхаргдта.
Для оперных певцов Розинг разработал уникальную систему сценического движения и действия, которая оказалась очень эффективной и востребованной новым поколением исполнителей.

## Детство и юность
Розинг родился 23 января 1890 года в Санкт-Петербурге, в аристократической семье. Его отец был потомком шведского офицера, захваченного в плен во время Полтавской битвы, мать — внучкой прибалтийского барона.
Родители Розинга разошлись, когда ему было три года, и мать увезла мальчика и двух его старших сестёр в Швейцарию. Через четыре года они вернулись в Россию и поселились в Москве неподалёку от дома крёстного Розинга, генерала Аркадия Столыпина, отца будущего премьер-министра Петра Столыпина. Аркадий Столыпин служил комендантом Кремля. Некоторое время семья проживала в кремлёвском Потешном дворце в качестве гостей генерала.
Лето 1898 года Розинг провёл под Тулой, в загородном поместье своего крёстного. Во время путешествий со своей матерью он встречался с Львом Толстым, чья усадьба Ясная поляна находилось неподалёку. По просьбе Толстого мать Розинга передала Столыпину письмо для Николая II, однако генерал отказался доставить его царю.
Во время пребывания Николая II в Москве, Владимир и его семья посещали Большой театр. Оперу Чайковского Евгений Онегин с баритоном Баттистини они слушали в ложе генерала Столыпина, которая располагалась всего в нескольких метрах от императорской.
В 1894 году родители Розинга вновь воссоединились, и семья вернулась в Санкт-Петербург. Здесь, в течение 8 лет Розинг учился в гимназии и каждое лето проводил вместе с отцом, матерью и сёстрами на Украине, в Подолье, родовом имении отца.
В начале XX века Россия была одним из самых передовых и крупных рынков, специализирующихся на продукции звукозаписи. В 1901 году отец Розинга приобрёл граммофон, и Владимир начал солировать под музыку, подражая великим певцам. Объектом его внимания был теноровый и баритоновый вокальный репертуар. Однако, ему очень хотелось петь и басовые партии, такие как Мефистофель в одноимённой опере Бойто.
По настоянию отца, успешного адвоката, Владимир изучал право на юридическом факультете Санкт-Петербургского университета. В 1905 году во время событий Кровавого воскресенья Розинг стал свидетелем массового убийства на подступах к Зимнему дворцу. Со временем его монархические убеждения сменились на конституционно-демократические. В пору своей юности он проявлял активность преимущественно не в учёбе, а в политике, принимая участие в студенческих политических волнениях, которые последовали за первой русской революцией 1905 года. Розинг парировал в жарких спорах с будущим большевистским комиссаром Крыленко, был депутатом от студентов в Петербургском совете, слушал речи Льва Троцкого и других политических деятелей. На протяжении всей своей жизни отношение Розинга к большевикам оставалось крайне негативным.
Помимо политики, он сосредоточился на музыке и театре, а когда родители, наконец, приняли музыкальный приоритет его интересов, начал брать уроки вокала у Марии Славиной, Александры Карцевой и Иоакима Тартакова.
В феврале 1909 года Розинг женился на Мари Фалле, английской певице, с которой познакомился в Швейцарии. Их свадьба состоялась в Лондоне, где будущий певец изучал искусство вокала у Сэра Джорджа Пауэра. Вернувшись в Россию, Розинг завершил своё обучение в Санкт-Петербургском университете. Накануне первых успехов своей музыкальной карьеры, с сентября 1911 по февраль 1912 года он занимал должность редактора в популярном иллюстрированном ежемесячном британском издании Strand Magazine.

## Музыкальная карьера и общественно-политическая деятельность
В петербургском оперном сезоне 1912 года Розинг выступал в новаторском Театре музыкальной драмы Иосифа Лапицкого, где проявил себя как многообещающий тенор. 25 мая 1913 года в лондонском Альберт-Холле состоялся его концертный дебют. Летом в Париже он стажировался у Жана де Решке и Джованни Сбриглиа. Благодаря Сбриглиа Розинг овладел вокальной техникой и принял окончательное решение навсегда оставить адвокатскую практику. Кроме того, в этот период Розинг проходил непродолжительный курс наблюдения в Лозанне (Швейцария) у д-ра Роджера Виттожа. Виттож буквально изменил его жизнь и научил использовать умственные и творческие способности в полном объёме. Увлечённый идеями Виттожа, Розинг впоследствии развивал их в своей методике обучения певцов и актёров. Одним из пациентов Виттожа был также Т. С. Элиот.
В период с 1912 по 1916 год Розинг выпустил 16 граммофонных альбомов с лейблом HMV Retail Ltd, многие из которых были записаны в Санкт-Петербурге и Лондоне при содействии американского продюсера, пионера в области звукозаписи Фреда Гейсберга.
В 1914 году он подписал шестилетний контракт с импресарио Хансом Грегором. Контракт предусматривал выступление в главных теноровых партиях на сцене Венской государственной оперы. Однако, Первая мировая война, которая разразилась ещё до начала осеннего сезона, заставила Розинга вернуться в Лондон.
Благодаря историческим «Русским сезонам» Сергея Дягилева и сольным концертам Розинга интерес Лондона к русской музыке значительно возрос, и вскоре певец стал чрезвычайно популярным. Кроме публичных концертов Розинг был востребован как исполнитель в эксклюзивных «домах» Лондона, где сблизился с такими состоятельными, известными и влиятельными людьми как Чарльз Прествич Скотт, Дэвид Ллойд Джордж, Маркиз Рединг, Альфред Монд, премьер-министр Г. Г. Асквит и его жена Марго.
Розинг также общался с писателями Эзрой Паундом, Бернардом Шоу, Хью Уолполом и Арнольдом Беннетом, художниками Глином Филпотом, Джоном Огастесом, Уолтером Сикертом и Чарльзом Рикеттсом. (В 1938 году Портрет Владимира Розинга кисти Глина Филпота демонстрировался на Выставке живописи и скульптуры в лондонской галерее Тейт. С 1964 года — в коллекции Хэтфилдской усадьбы).
Владимир Розинг мечтал о собственной оперной труппе. В мае 1915 года он подготовил программу Allied Opera Season для Лондонского оперного театра, где представил английскую премьеру Пиковой дамы Чайковского и Мадам Баттерфляй, впервые утвердив на главную роль японского певца Тамаки Миура. Сезон завершился преждевременно — во время Первой мировой войны Лондон стал мишенью военных цеппелинов.
Через два месяца, летом 1915 года, Розинг вернулся в Россию. Поскольку он был единственным сыном в семье, официальной альтернативой его военной службы стала сербская миссия Красного Креста в Лондоне, куда он прибыл, чтобы организовывать благотворительные концерты. За отличную службу Розинг был награждён Орденом Святого Саввы 5 степени.
В марте 1917 года, когда в России разразилась революция, Розинг обратился к Ллойд Джорджу, который возглавил вновь созданный Комитет по репатриации политических изгнанников, с просьбой оказать поддержку новому Временному правительству. Через несколько месяцев, когда англичане арестовали Чичерина, Розинг снова встретился с Ллойд Джорджем, чтобы добиться освобождения Чичерина. Встреча Розинга с премьер-министром Ллойд Джорджем стала предметом обсуждения в Палате общин. Эндрю Бонар Лоу, лидер палаты, поставил под сомнение факт и цель встречи Розинга с Ллойд Джорджем. Однако, автобиографические мемуары Розинга подтверждают достоверность этого события.
В результате захвата власти большевиками Розинг стал одним из многих русских, потерявших своё состояние. Поскольку значительная часть эмигрантов обосновалась в Лондоне, он оказался в центре событий. Так, одним из собеседников Розинга был принц Феликс Юсупов, организатор убийства Григория Распутина.
В этот период сольные концерты молодого певца достигли пика своей популярности. Осенью 1919 года в турне по английским провинциям он присоединился к блистательной Эмме Кальве (сопрано) и пианисту Артуру Рубинштейну. В Белфасте Розинг превзошёл Джона Маккормака и покорил ирландскую публику, а 6 марта 1921 года при полном аншлаге в зале Альберт-Холл состоялся его 100-й лондонский концерт.

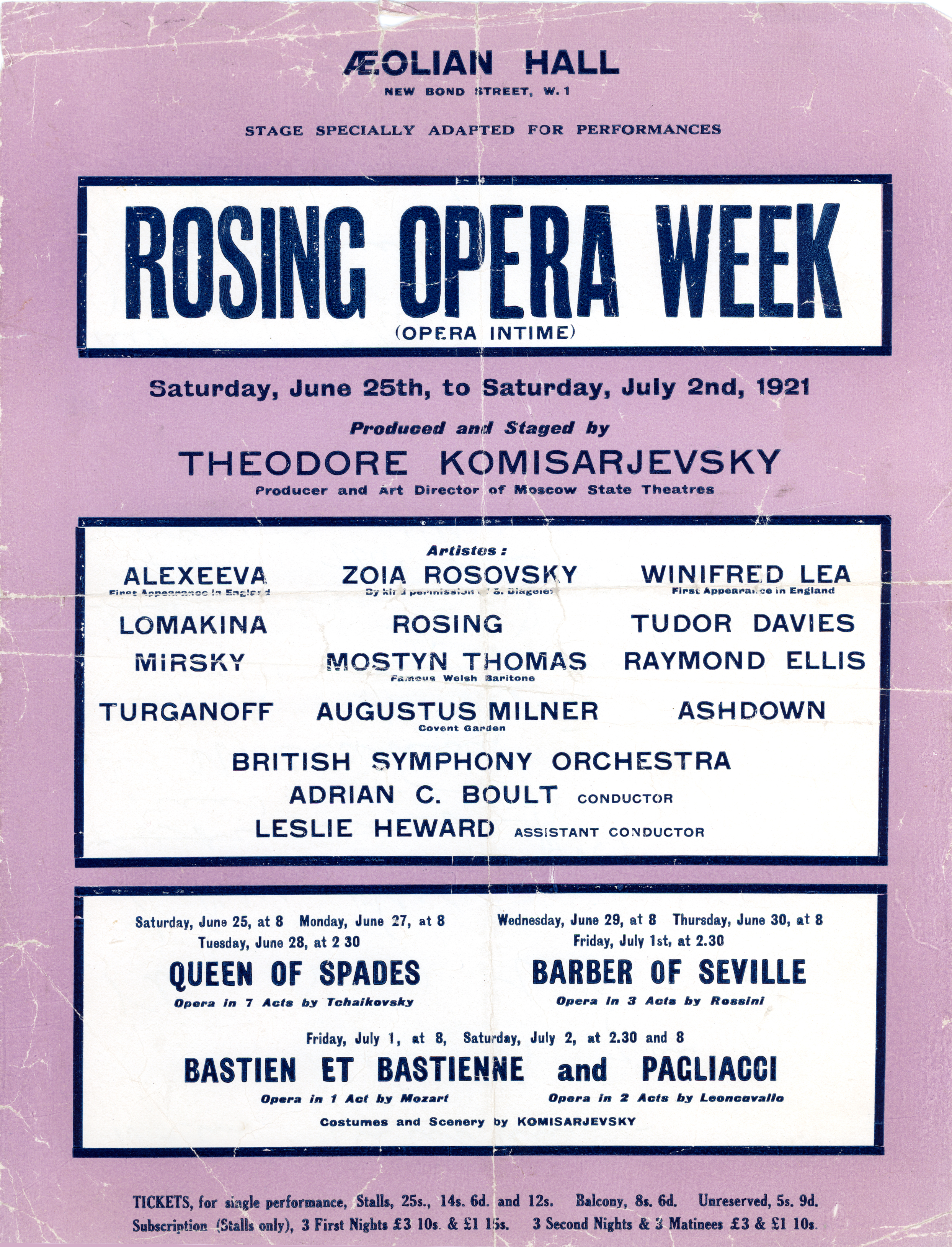
Лондонская афиша, извещающая о спектаклях Интайм оперы Розинга, июнь 1921 г.

В начале 1920-х годов Розинг записал 61 пластинку с вокальными партиями.
В июне 1921 года, совместно с продюсером Фёдором Комиссаржевским и дирижёром Адрианом Боултом, он открыл сезон Интайм Оперы в лондонском Aeolian Hall. По приглашению Розинга на одном из его спектаклей присутствовала Айседора Дункан. Кроме того, он выступал в Глазго и Эдинбурге.
В ноябре 1921 года Розинг отправился в своё первое концертное турне по США и Канаде. Программа тура включала выступление в Белом доме и ужин с президентом Гардингом. 10 марта 1922 года в Нью-Йорке состоялся последний концерт, который Розинг организовал вместе со своими друзьями, писателем Уильямом Буллитом и скульптором Клэр Шеридан. Средства от концерта, собранные для голодающих России, поступили в благотворительный фонд, возглавляемый Гербертом Гувером. В тот же период Буллит и Розинг задумали написать пьесу о русской революции. Их разногласия по поводу сюжета завершились предложением Розинга написать пьесу на тему: «Корона, переходящая из рук в руки».
В конце 1922 года Розинг вернулся в Англию, завершив своё второе турне по США и Канаде. В марте 1923 года он встретился с представителем компании Kodak, изобретателем и предпринимателем Джорджем Истменом, а через несколько недель снова отправился в Соединённые Штаты, в Рочестер, где возглавил отделение вокала в недавно открывшейся Истменской школе музыки. Розинг, мечтающий создать оперную труппу, увидел перспективу осуществления своего замысла и решил воплотить его при поддержке Истмена.

## Теория сценического движения
Накануне поездки в Рочестер Розинг начал развивать свою собственную теорию сценического движения и режиссуры. Проводя практически всё своё свободное время в Лувре и изучая величественные статуи, он пытался ответить на вопрос, в чём источник их красоты, грации и способности возбуждать эмоции, и понял как выразить силу физических тел в сценическом движении. Исследуя скульптурное движение тела, он имел в виду большие скульптуры, мысленно привнесённые в условия реальной жизни с помощью разработанного им набора правил и приёмов.
Основная идея Розинга заключалась в том, что жест инициируется определённым временем, местом и причиной, и что любые жесты необходимо извлекать. Изучая правила независимости и координации движения суставов, он убедился, что каждому физическому действию предшествует подготовительный жест в противоположном направлении, который имеет крайне важное значение.
Розинг уделял много внимания изучению фокусировки зрения и ориентации. Благодаря ему были устранены такие сценические недостатки, как нескоординированность движений рук и нецелесообразность жестов. Его сценическая формула, подобно анимированным скульптурам, требовала движений и их фиксации.
В отношении музыки Розинг не применял закономерности сценического движения. Он считал, что опера способна достичь максимальной эффективности путём драматической интерпретации. Тело и музыка должны стать единым целым, симбиозом звука и действия, которое подчиняется звуку.
Принцип сценического действия, разработанный Розингом, напоминает хореографическую сценографию, однако, в балете — последовательность движений не прерывается, что подразумевает совершенно иной стиль.
В течение следующих семи лет, в Рочестере, Розинг проверял и совершенствовал свои теории.

## Труппа Американской оперы
При поддержке Джорджа Истмена Розинг возглавил профессиональное обучение молодых американских певцов и превратил вверенную ему группу в национальную антрепризу, благодаря которой опера в Соединённых Штатах исполнялась на адаптированном английском языке. Ему помогали увлечённые художники и меценаты.
Среди музыкантов, сотрудничавших с Розингом в Рочестере, были Юджин Гуссенс, Альберт Коутс, Рубен Мамулян, Николай Слонимский, Отто Лунинг, Эрнст Бэкон, Эмануэль Балабан, Анна Дункан и Марта Грэм. Первая группа включала 20 певцов из разных штатов, которые благодаря Розингу получали стипендию в полном объёме.
Несмотря на то, что в это время профессиональная карьера Розинга развивалась в области режиссуры, он дал ещё один сольный концерт в Канаде, в сопровождении оркестра рочестерской филармонии, а 20 октября 1924 года выступил в Карнеги-холле с аккомпанировавшим ему Николаем Слонимским.
В ноябре 1924 года, по завершении периода стажировки и обучения молодых артистов, было объявлено о создании Рочестерской труппы американской оперы. Розинг совершил турне по Западной Канаде, а затем, в январе 1926 года выступил в Рочестере и Шатокуа. Труппа настолько понравилась знаменитой шотландской певице Мэри Гарден, что она выразила желание участвовать в одном из спектаклей и в феврале 1927 года в уютном зале «Kilbourn» Истменской школы спела партию Кармен в одноимённой опере Жоржа Бизе. В том же месяце Владимир Розинг женился вторым браком на сопрано Маргарет Уильямсон, которая была актрисой его труппы.
Труппа строго придерживалась антизвёздной политики, причём единство ансамбля достигалось благодаря универсальности его участников: солирующий в одном спектакле мог на следующий день исполнять роль второго плана в другом.
В апреле 1927 года, по приглашению Театральной гильдии, Рочестерская труппа американской оперы дебютировала в Нью-Йорке. Спектакли под управлением дирижёра Юджина Гуссенса проходили в театре Август Уилсон в течение целой недели.

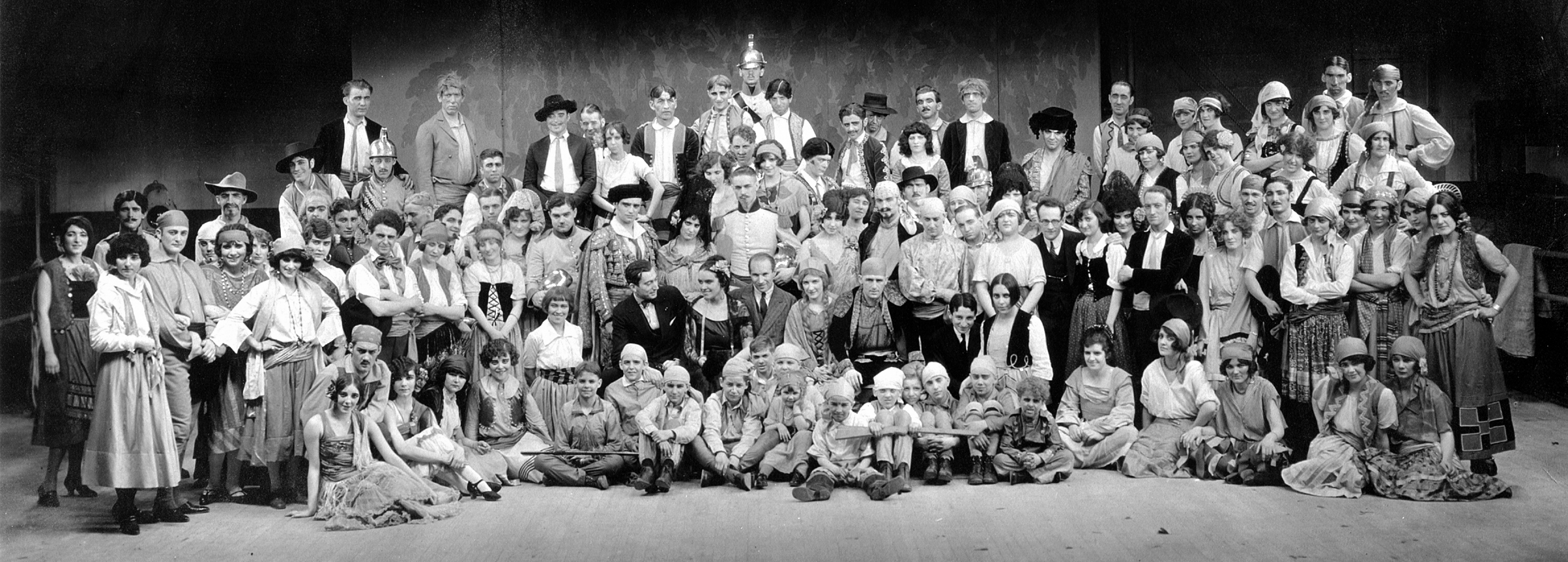
Труппа Розинга после спектакля Кармен, 25 марта 1925 г.

С целью поддержки и развития молодых певцов был учреждён Комитет состоятельных и влиятельных покровителей. В течение лета 1927 года труппа репетировала в Магнолии (штат Массачусетс), а осенью открыла сезон в частном театре Лесли Басуэлл. В декабре 1927 года в театре Poli (Вашингтон, округ Колумбия) Рочестерская труппа давала концерт для президента Кальвина Кулиджа, г-жи Кулидж и 150 членов Конгресса.
В январе и феврале 1928 года, в течение семи недель, коллектив выступал в нью-йоркском театре Gallo на Бродвее. Представления спонсировал Роберт Эдмонд Джонс.
Национальные туры продолжались, однако, крах фондового рынка в 1929 году привёл к отмене выступлений, запланированных на следующий сезон. Коллектив удостоился официального одобрения президента Герберта Гувера, который выразил надежду, что труппа станет «постоянным национальным учреждением», но поскольку страна погрузилась в Великую депрессию, труппа распалась и проект Гувера реализован не был.
В основу первого романа лауреата Пулитцеровской премии Пола Хоргана, Вина Ангелов (The Fault of Angels), опубликованного в 1933 году, положена вымышленная история о первых днях отделения вокала в Истменской школе музыки.
В начале 1930-х годов Розинг поставил несколько оперных спектаклей. В 1930 году он стал гражданином США, однако, когда британская компания BBC предложила ему контракт, вернулся в Лондон.

## Первая опера на телевидении
В 1933 году Розинг возобновил концертные выступления в Англии. Он заключил новый контракт с компанией Parlophone, которая в 1933—1937 гг выпустила 32 граммофонных диска с его записями.
В сентябре 1935 года в театре Кингсуэй состоялась премьера мюзикла Соперники (The Rivals) по одноимённой пьесе Шеридана (авторы песен — Герберт Хьюз и Джон Роберт Монселл). Один из последующих спектаклей посетила Мария Текская, супруга короля Георга V.
2 ноября 1936 года компания BBC начала транслировать первые в мире телевизионные программы. Менее чем через две недели, 13 ноября, Британская музыкально-драматическая труппа под руководством Владимира Розинга впервые представила на телевидении оперу Пиквик (Pickwick) английского композитора Альберта Коутса. Этот спектакль дебютировал накануне предстоящего сезона новой труппы Королевской оперы.
18 ноября 1936 года оперой Борис Годунов открылся сезон в Ковент-Гардене. За ней последовали Мадам Баттерфляй, Сорочинская ярмарка, Паяцы, Пиквик и ещё одна новая опера — Джулия Роджера Квилтера.
5 октября 1938 года в прямом эфире BBC транслировала Паяцы (в постановке Владимира Розинга) в исполнении оперной труппы Ковент-Гардена. По традиции эта трансляция предшествовала началу сезона, который стартовал 10 октября оперой Фауст (дирижёр Юджин Гуссенс). Наряду с Риголетто, Мадам Баттерфляй, Нюрнбергскими мейстерзингерами, операми Паяцы Р. Леонкавалло и Сельская честь П. Масканьи в репертуар была включена незнакомая работа, Крепостной (The Serf) композитора Джорджа Ллойда. По окончании лондонского сезона труппа гастролировала в Ливерпуле, Глазго и Эдинбурге.

## Возвращение в Америку

### Вторая мировая война
Когда в Европе началась Вторая мировая война, Розинг и его друг Альберт Коутс отправились в Южную Калифорнию. 3 октября 1939 года, в Саутгемптоне, на борт SS Washington вместе с ними поднялась молодая английская актриса Вики Кэмпбелл, третья жена Розинга. Корабль был переполнен музыкантами, которые уезжали из охваченной пламенем войны Европы. Среди них — Артуро Тосканини, Артур Рубинштейн, Поль Робсон и артисты русского балета.
Тепло принятые в Голливуде, Розинг и Коутс учредили Ассоциацию оперы Южной Калифорнии. При содействии федерального Управления общественных работ США они представили свою новую яркую работу — оперу Фауст, в которой дебютировала певица-сопрано Надин Коннер.
Розинг возобновил свою общественно-политическую деятельность и начал исполнять обязанности председателя новой организации — Федерального союза Южной Калифорнии, членами которой были Томас Манн, Джон Кэррадайн, Дуглас Фэрбенкс-младший и Мелвин Дуглас. Во время Второй мировой войны деятельность организации заключалась в том, чтобы противостоять американским изоляционистским настроениям и оказывать поддержку Англии.
В 1943 году, когда Соединённые Штаты вступили в войну, Розинг исполнял обязанности продюсера развлекательных программ на военной базе Робертс. Воспользовавшись разрешением киностудий приглашать для участия в его постановках знаменитых актёров, и с помощью талантливых военнослужащих Розинг выпустил более 20 музыкальных спектаклей для фронта. В декабре 1945 года на военной базе Робертс состоялись последние фронтовые гастроли, в рамках которых Розинг представил новую версию Мессии Генделя
.
В 1946 году при содействии капитана Хью Эдвардса, ветерана базы Робертс, Розинг основал Американскую оперную лабораторию. Идея заключалась в том, чтобы предложить студентам музыкальных учебных заведений и солдатам, вернувшимся с фронта на основании Закона GI, полную программу курсов вокала и музицирования. В школе начали обучаться 17 студентов, а в течение следующих трёх лет были приняты 450 учащихся, в основном, демобилизованные военные. 33 различных спектакля выдержали более 300 представлений. Одна из молодых студенток Розинга, Джин Хиллард, впоследствии стала его четвёртой женой.
При поддержке Национальной ассоциации оперы Лонг Бич Розинг выпустил спектакли Весёлая вдова, Строптивая Мариетта и Рио-Рита. В 1947 году, под эгидой американской оперной труппы Лос-Анджелеса, он руководил постановкой Тоски, Севильского цирюльника и Фауста (с участием восходящей звезды Джерома Хайнса). Через несколько месяцев Национальная ассоциация оперы Лос-Анджелеса представила шесть его работ — Оперу нищего, Похищение из сераля, Паяцы, Риголетто,  Фауста,  Травиату  (с сопрано Джин Фенн), а также спектакли Женитьба Фигаро, Пиковая дама и Дон Жуан, которые завершили лос-анджелесский оперный сезон 1948 года.
В 1949 году американский телеканал KFI-TV в течение 46 недель транслировал серию оперных спектаклей в постановке Розинга, которые впоследствии были удостоены титула «Выдающиеся музыкальные программы».

### Нью-Йорк Сити Опера
Осенью 1949 года Розинг принял предложение NYCO реанимировать комическую оперу Сергея Прокофьева Любовь к трём апельсинам. Кандидатуру Розинга утвердили вместо его старого друга, Фёдора Комиссаржевского, накануне перенёсшего сердечный приступ. Розинг, который был свидетелем провала премьеры спектакля, поставленного по заказу Чикагской оперы в 1921 году, понимал, что для успешного результата потребуется серьёзная работа. Спектакль был показан в ноябре 1949 года и стал настоящим хитом. Популярный журнал Life Magazine опубликовал цветные фотографии на трёх страницах, а Нью-Йорк Сити Опера отправилась на гастроли в Чикаго. По многочисленным просьбам этот спектакль в постановке Розинга украшал репертуар NYCO в течение двух сезонов.
В период 1950—1960 гг Розинг режиссировал ещё десять спектаклей для NYCO, в том числе оперу Дугласа Мора Баллада о Бэби Доу (дебют сопрано Беверли Силлс), которая оставалась в репертуаре в течение сезонов 1958—1960 гг и была возобновлена в 1962 году.

### Опера в кинематографе
В период сотрудничества с NYCO Розинг участвовал в постановке оперных эпизодов для четырёх фильмов — Everybody Does It с Линдой Дарнелл, Grounds for Marriage с Кэтрин Грэйсон, Strictly Dishonorable с Эцио Пинца и Interrupted Melody с Элинор Паркер.

### Голливуд-боул
В 1950 году, накануне празднования столетия штата Калифорния, Розинг возглавил постановку оперы Фауст с Надин Коннер, Джеромом Хайнсом и Ричардом Такером, которая должна была открыть летний сезон в концертном зале Голливуд-боул (Лос-Анджелес). Работа Розинга понравилась продюсерам предстоящего юбилейного спектакля Калифорнийская история, и ему предложили возглавить это шоу государственного значения. Известный американский композитор, дирижёр и сценарист Мередит Уиллсон исполнял обязанности музыкального продюсера. В сентябре 1950 года Калифорнийская история, в которой были заняты 200 участников хора и сотни актёров, выдержала пять представлений. Роль ведущего исполнял знаменитый голливудский актёр Лайонел Бэрримор.
Успех Калифорнийской истории открыл для Розинга новые горизонты — его назначили режиссёром зрелищных шоу The Air Power Pageant(1951) и The Elks Story (1954). В 1956 году на фестивале Fiesta del Pacifico в Сан-Диего Розинг представил работу, вдохновлённую Калифорнийской историей.
В Голливуд-боуле он поставил ещё три музыкальных спектакля — Летучая мышь (1951), Мадам Баттерфляй (1960) с Дороти Кирстен и Принц-студент (1962) с Игорем Гориным. Спектакли Розинга в Голливуд-боуле посетил его друг и учитель Парамаханса Йогананда. Они познакомились в 1925 году в Сиэтле. Так же, как Амелита Галли-Курчи, Розинг был одним из главных индоссантов знаменитого Йогананды. В декабре 1926 года Йогананда отправился в Рочестер, чтобы навестить Розинга. Розинг был увлечён теософией и отдавал должное президенту этого движения, Анни Безант. В 1930-х годах, по возвращении в Англию, он и молодой Алан Уотс стали постоянными гостями Кристмаса Хампрейза в одном из буддистских храмов Лондона.

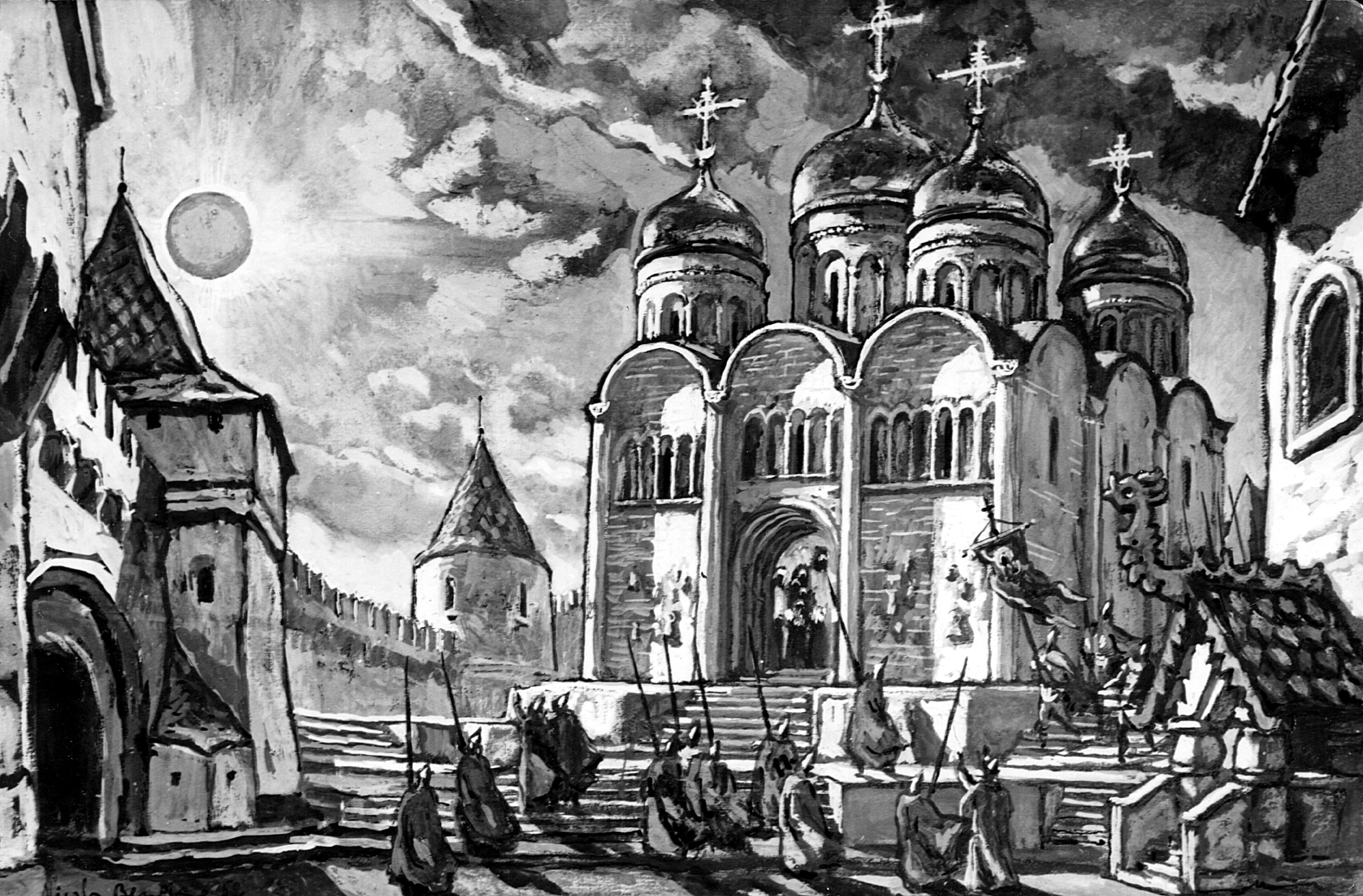
Николай Бенуа. Декорация для спектакля Князь Игорь в театре Лирической оперы, Чикаго, 1962 год.

### Лирическая опера Чикаго
В 1955—1962 гг Владимир Розинг поставил около десяти спектаклей на сцене Лирической оперы Чикаго. Среди них — Плащ, Борис Годунов с Борисом Христовым, Турандот с Биргит Нильсон и Таис с Леонтин Прайс. Последней работой Розинга с этой труппой стал спектакль Князь Игорь с участием Бориса Христова и Рудольфа Нуриева (декорации Николая Бенуа, хореография Рут Пейдж).

### Оперная гильдия Монреаля
В январе 1958 года по заказу Оперной гильдии Монреаля, основанной певицей-сопрано Полин Дональда, в Королевском театре Монреаля состоялась премьера Фальстафа Джузеппе Верди в постановке Владимира Розинга. В течение четырёх лет Розинг регулярно, в январе каждого года, выпускал по одному спектаклю для Гильдии: в 1959 — оперу Макбет, в 1960 — Кармен, в 1961 — Ромео и Джульетта и в 1959 — Травиата. В течение первых трёх сезонов оркестром руководил известный русский дирижёр Эмиль Купер
.

### Юбилейные шоу
Успех Калифорнийской истории (1950) в Голливуд-боуле привёл к возрождению гранд-шоу на ежегодном фестивале Fiesta del Pacifico в Сан-Диего (1956—1958 гг). Работы Розинга удостоились высокой оценки, и его пригласили написать сценарии и поставить юбилейные спектакли к столетию штатов Орегон (1959), Канзас (1961) и Аризона (1963). Розингу помогала Рут Скейтс, его жена в пятом браке, который был заключён в 1959 году.

### История Свободы
К 100-летию Гражданской войны в США Розинг задумал осуществить масштабный проект под названием История Гражданской войны, который мог рассчитывать на успех только при совместной финансовой поддержке штатов-участников. Эксплуатационная часть проекта предусматривала показ выездных спектаклей в разных штатах в течение нескольких лет. Однако, администрация северных и южных штатов отказалась спонсировать это амбициозное шоу. Тогда Розинг предложил реализовать ещё более грандиозный замысел — Историю Свободы, своеобразное театрализованное послание свободы и мира, адресованное странам всех континентов. Используя силу искусства, Розинг хотел выразить поддержку прогрессивным движениям в борьбе с тоталитаризмом, по его мнению, угрожающим свободе Америки. Проект получил одобрение влиятельных представителей общественности и Консультативного совета, членами которого были Альфред Лэндон, Гарри Трумэн и Дуайт Д. Эйзенхауэр. Мередит Уиллсон согласился написать музыку.
Однако, тяжёлый недуг (сердечный приступ), постигший Розинга в период работы над Историей штата Аризона, не дал воплотиться грандиозным планам. Он умер в Санта-Монике 24 ноября 1963 года в возрасте 73 лет
.

## Дискография
Полная дискография Владимира Розинга была опубликована в 1991 году в английском музыкальном журнале The Record Collector. Все оригинальные записи выпущены студиями Vocalion и Parlophone в версии граммофонных дисков на 78 оборотов (RPM на HMV), некоторые были переизданы на LP и CD.
78
- 1912—1916 гг — 16 дисков для лейбла HMV;
- 1920-е гг — 61 диск для Vocalion Company (записи в Англии и Америке;(
- 1930-е гг — 32 диска (последние) для компании Parlophone (после возвращения в Англию);
- В архиве EMI были обнаружены три ранее не опубликованные записи, которые изданы компанией Historic Masters[англ.].

LP
- 1952 — Fourteen Songs of Mussorgsky (Четырнадцать песен Мусоргского, DL 9577) из записей Parlophone (апрель 1935 года), American Decca;
- 1959 — Twenty Great Russian Singers of the Twentieth Century (Двадцать великих русских певцов 20 века, T 320), TAP Records;
- 1980 — Музыкальное наследие (Musical Heritage Series) — альбом (в трёх частях): M10 46417 003, M10 46475 007 и M10 48083 006, Мелодия;
- 1984 — The Record of Singing[англ.] (EX 290169 3) — третий альбом в коллекции EMI . Переиздан в 1999 году компанией Testament (SBT 0132);
- Песни Мусоргского, Parlophone (1930-е годы). Переиздан в Японии фирмой Artisco Records (YD-3014).

CD или MP3
- 1993 — Russian Art Song (GEMM 9021) — коллекция компакт-дисков с записями 1930-х годов Владимира Розинга и Оды Слободской, Pearl Records;
- Stars of David — Music by Singers of Jewish Heritage (Звезды Давида — Музыка исполнителей еврейского наследия[89]) — Audio Encyclopedia AE 002;
- 2004 — Treasures of the St. Petersburg State Museum — альбом (два диска CD, NI 7915/6), включающий две записи Розинга, Nimbus Records;
- 2006 — Mussorgsky: Khovanschina (NAXOS 8.111124-26, три записи Розинга, CD;
- 2008 — Anthology of Russian Romance: Tenors in the Russian Vocal Tradition (Антология русского романса: тенор в русской вокальной традиции), 4 произведения в исполнении Розинга, Music Online;
- 2009 — Vocal Record Collectors' Society — 2009 Issue (VRCS 2009/2), один CD-трек Розинга, Norbeck, Peters&Ford (V1660);
- 2010 — Male Singers 4: The Definitive Collection Of The 19th Century’s Greatest Virtuosos (Мужской вокал 4: Полная коллекция произведений в исполнении величайших виртуозов 19 века), переизданный Vintage Record 1940 года, восемь записей Розинга;
- Звёзды советской оперной сцены — Тенора — Том 8 (PA-1103), шесть записей Розинга, выпуск opera-club.net, Papillon;
- Элегия Массне (вокал — Владимир Розинг, скрипка — Альберт Сэммон), CD — London String Quartet Volume VI (St. Laurent YSL 78-237).

## Личная жизнь
- 1909—1926 — первый брак, с Мари Фалле; сын, Валериан (родился в 1910 году), в 1930-е годы известный шансонье, выступавший под псевдонимом Вал Розинг, что порой вызывало путаницу с именем его знаменитого отца[90][91].
- 1927—1931 — второй брак, с Маргарет (Пегги) Уилльямсон; дочь, Диана, родилась в 1928 году.
- 1939—1951 — третий брак, с Уинфрид (Вики) Кемпбелл.
- 1952—1959 — четвёртый брак, с Вирджинией (Джин) Хиллард; сын Ричард (1955 года рождения) — американский режиссёр-документалист, продюсер, писатель и музыкант.
- Пятый брак, с Рут Скейтс (поженились в 1959 году.(

## Литературное творчество
Во время Холодной войны, Розинг направил свои политические интересы на написание романа и нескольких сценариев о России для театра и телевидения:
- The House of Rosanoff — роман, посвящённый периоду времени, который начался накануне русской революции 1917 года, и завершился в конце Второй мировой войны;
- The Crown Changes Hands — пьеса о классовой борьбе во время русской революции. Спектакль был поставлен в Лос-Анджелесе в 1948 и 1953 годах;
- Lenin — биографическая пьеса, 1950 год;
- Stalin — биографический телевизионный сценарий, в конце 1950-х годов.

## Розинг в произведениях литературы и искусства
- Персонаж Станислас Розинг (Stanislas Rosing) из любовного романа Ballerina (1932) английской писательницы Элинор Смит (Eleanor Smith) частично вдохновлён характером Владимира Розинга. Элинор Смит (1902—1945) была дочерью Ф. Э. Смита и сестрой Фредерика Смита, с которыми часто общался Розинг. В 1941 году по роману был снят фильм The Men in Her Life (Мужчины в её жизни) с Лореттой Янг в главной роли. Станисласа Розинга сыграл Конрад Фейдт. По стечению обстоятельств, режиссёр фильма Григорий Ратов, родившийся в России, также был давним другом Владимира Розинга.
- Владимир Розинг — прототип Владимира Аренкова, героя романа The Fault of Angels (Вина Ангелов) лауреата Пулитцеровской премии Пола Хоргана. В 1933 году этот роман о Рочестерской оперной труппе был удостоен престижной премии издательства HarperCollins.
- Под впечатлением романса Рахманинова (Не пой красавица при мне…) в исполнении Владимира Розинга, ирландский поэт Патрик Макдоно (1902—1961) написал вторую часть своей поэмы Escape to Love (Спасение в любви)[92].